# Carl Magnus Hultin
Carl Magnus Hultin, född 19 oktober 1789 i Vimmerby, död 1 maj 1883 i Linköping, var en svensk militär och skriftställare, gift med Constance Hultin, far till Måns Hultin.

## Biografi
Hultin lämnade Linköpings gymnasium för att gå i krigstjänst och deltog som fänrik vid Östgöta lantvärn i finska kriget. Han förflyttades 1809 till Jönköpings regemente som fänrik utan lön samt bevistade även fälttågen i Tyskland och Norge (1813–14).
Hultin blev 1826 stabskapten och 1828 kompanichef samt erhöll avsked ur krigstjänsten 1842. Han började på gamla dagar nedskriva åtskilliga hågkomster, En gammal knekts minnen (i "Ny illustrerad tidning"; i bokform 1872). Hultin var riddare av Svärdsorden.
Makarna Hultin är begravda på Västrums kyrkogård.